# ملک حفنی ناصف
ملک حفنی ناصف (عربی: ملك حفني ناصف)؛(زاده: ۲۵ دسامبر ۱۸۸۶ – درگذشته: ۱۷ اکتبر ۱۹۱۸) ادیب و فمینیست مصری و فعال اصلاحات اجتماعی و آزادی زنان مصر در ابتدای قرن بیستم در ناحیه جمالیه قاهره متولد شد. او دختر حنفی ناصف بک، حقوقدان، شاعر، استاد زبان عربی و یکی از بنیانگذاران دانشگاه مصر است.

## زندگی‌نامه
ملک حفنی در ناحیه الجمالیه قاهره متولد شد. پدرش حنفی ناصف بک، حقوقدان، شاعر، استاد زبان عربی و یکی از بنیانگذاران دانشگاه مصر بود. از ابتدای ازدواج در سال ۱۹۰۷ در استان فیوم زندگی کرد و به دلیل تأثیری که این استان بر روی او داشت نام پژوهشگر بادیه را برای خود برگزید و نام «پژوهشگر بیابان» که از صحرای فایوم گرفته شده بود، تحت تأثیر قرار گرفت. ملک ناصف به عنوان اولین زن مصری شناخته می‌شود که برای آزادی زنان و برابری آن‌ها با مردان فراخوان داد و نیز به عنوان اولین دوشیزه مصری شناخته می‌شود که در سال ۱۹۰۰ توانست تحصیلات ابتدایی‌اش را به پایان برساند. او سپس توانست مدرک آموزش عالی‌اش را نیز بدست بیاورد. به دلیل دانش گسترده و نوشته‌های زیادی که در رسانه‌ها و مطبوعات داشت زبانهای انگلیسی و فرانسوی را فرا گرفت و مقداری از زبانهای دیگر را نیز آموخت و این آموخته‌ها در کارهایش به او کمک کرد.

## آثار
ملک حفنی در روزنامه الجریده مقاله می‌نوشت. سپس این مقاله‌ها در کتابی بنام (النسائیات) جمع‌آوری کرد. او کتاب دیگری بنام حقوق زنان نوشت ولی پیش از آنکه بتواند این کتاب را تمام کند درگذشت. اغلب نوشته‌های او در مورد تربیت دختران و مشکلات خانواده بود. در دوران او مصر درگیر نزاعی میان آزادیخواهان و طرفداران حجاب بود.

## فعالیت‌ها
ملک حفنی گروه‌های متعددی را تأسیس کرد که از جمله جمعیت اتحاد زنان تهذیبی بود که تعدادی از زنان مصر و کشورهای عرب و خارجی عضو آن بودند. یکی از دیگر گروه‌هایی که او تأسیس کرد جمعیت امدادگران بود که دارو و پوشش و لباس و مواد غذایی را به مناطق فقیر مصر و کشورهای عربی ارسال می‌کرد.

## درگذشت
او در ۱۱ محرم سال ۱۳۳۷ به بیماری آنفلوانزا مبتلا شد و در سن ۳۱ سالگی در منزل پدرش در قاهره درگذشت. او را در مقبره خانوادگی‌اش در «الإمام الشافعی» دفن کردند.